# 310-talet

## Betydande personer
- Konstantin I, romersk kejsare
- Licinius, romersk kejsare

## Händelser
- 28 oktober 312 – Slaget vid Pons Mulvius som förändrar den antika världen i grunden.
- Februari 313 – Kristendomen blir statsreligion i Romarriket.
- 318 – Nanking blir Kinas huvudstad.

## Födda
- 7 augusti 317 – Constantius II, romersk kejsare.

## Avlidna
- 310 – Ojin, japansk kejsare.
- 5 maj 311 – Galerius, romersk kejsare.
- 3 december 311 – Diocletianus, romersk kejsare.
- 312 – Maxentius, romersk kejsare.
- 314 – Maximinus Daia, romersk kejsare.